# Gezicht op Delft
Gezicht op Delft is een van de bekendste schilderijen van de 17e-eeuwse Hollandse meester Johannes Vermeer. Het doek hangt in het Mauritshuis in Den Haag. Volgens onderzoek werd het geschilderd in circa 1660-1661.

## Context
Vermeer, die zijn leven lang in Delft woonde en werkte, schilderde er Het Straatje en dit grote stadsgezicht. Ooit bestond er nog een derde stadsgezicht, bekend uit een veilingcatalogus. Deze drie zijn de enige Vermeer-schilderijen die geen interieur uitbeelden. Hij koos een gezichtspunt in een bovenhuis aan de Schie in het zuidoosten.

## Afbeelding
Vermeer schilderde Gezicht op Delft vanaf een bovenverdieping van Stadsherberg Buyten op de kade aan de overkant van de Schie. Mogelijk heeft hij bij het schilderen gebruik gemaakt van een camera obscura. Als door een venster biedt het doek uitzicht op de Schiedamse Poort in het midden en rechts de Rotterdamse Poort, die zich weerspiegelen in het water van de Stadskolk, als haven uitgegraven in 1616-1620. De uitwerking is uitermate realistisch. De rode dakpannen en het metselwerk zien eruit alsof het net heeft geregend. Donkere wolken ontwikkelen zich op de voorgrond, terwijl de stad zelf nog in het zonlicht baadt. De wolken weerspiegelen in het rustige water. Op de voorgrond zien we een afgemeerde trekschuit en enkele vrouwen in boerenkleding en stadskleding. Deze trekvaart langs de Schie was zeer modern, net aangelegd in 1655. Het is vroege ochtend, want de zon staat in het oosten. Het licht speelt over de daken van de huizen langs de Lange Geer en trekt de aandacht naar de toren van de Nieuwe Kerk.
Door historisch onderzoek is zelfs de exacte maand en het jaar bepaald van deze scène.

## Historie
Gezicht op Delft maakte al bij de stichting in 1822 deel uit van het Koninklijk Kabinet van schilderijen in het Mauritshuis. Het werk van Vermeer werd in de loop van de 19e eeuw herontdekt. De Franse schrijver Marcel Proust zag Gezicht op Delft in 1902 en was dermate onder de indruk dat hij het doek een plaats gaf in zijn magnum opus, À la recherche du temps perdu. In deel vier van de reeks sterft het personage Bergotte voor het schilderij met als laatste woorden: 'Zo zou ik hebben moeten schrijven'.
Ook de schilder Salvador Dali bekende ooit in een interview erg onder de indruk te zijn geweest bij het aanschouwen van het werk. Met name de dreigende wolkenpartij boven het lieflijke stadsgezicht zouden hem hebben geïnspireerd tot de dramatiek in veel van zijn latere schilderijen.